# 기누시마촌
기누시마촌(絹島村)은 도치기현의 중부, 가와치군에 속했던 촌이다.

## 역사
- 1889년 4월 1일 - 정촌제 시행에 의해 가와치군 기누시마촌이 성립하였다.
- 1955년 4월 1일 - 하구로촌과 합병해 가미카와치촌이 되어 소멸하였다.
- 1994년 7월 1일 - 가미카와치촌이 정으로 승격해 가미카와치정이 되었다.
- 2007년 3월 31일 - 가미카와치정이 가와치정과 함께 우쓰노미야시에 편입되었다.

## 참고문헌
- 『栃木県町村合併誌 第四巻』 栃木県、1957年3月。
- 宇都宮市立図書館『上河内地域データブック』宇都宮市立図書館、2016年1月、35頁。
- 塙静夫『うつのみやの地名と歴史散歩』下野新聞社、2015年9月11日、263頁。ISBN 978-4-88286-594-0。